# Parada de mão

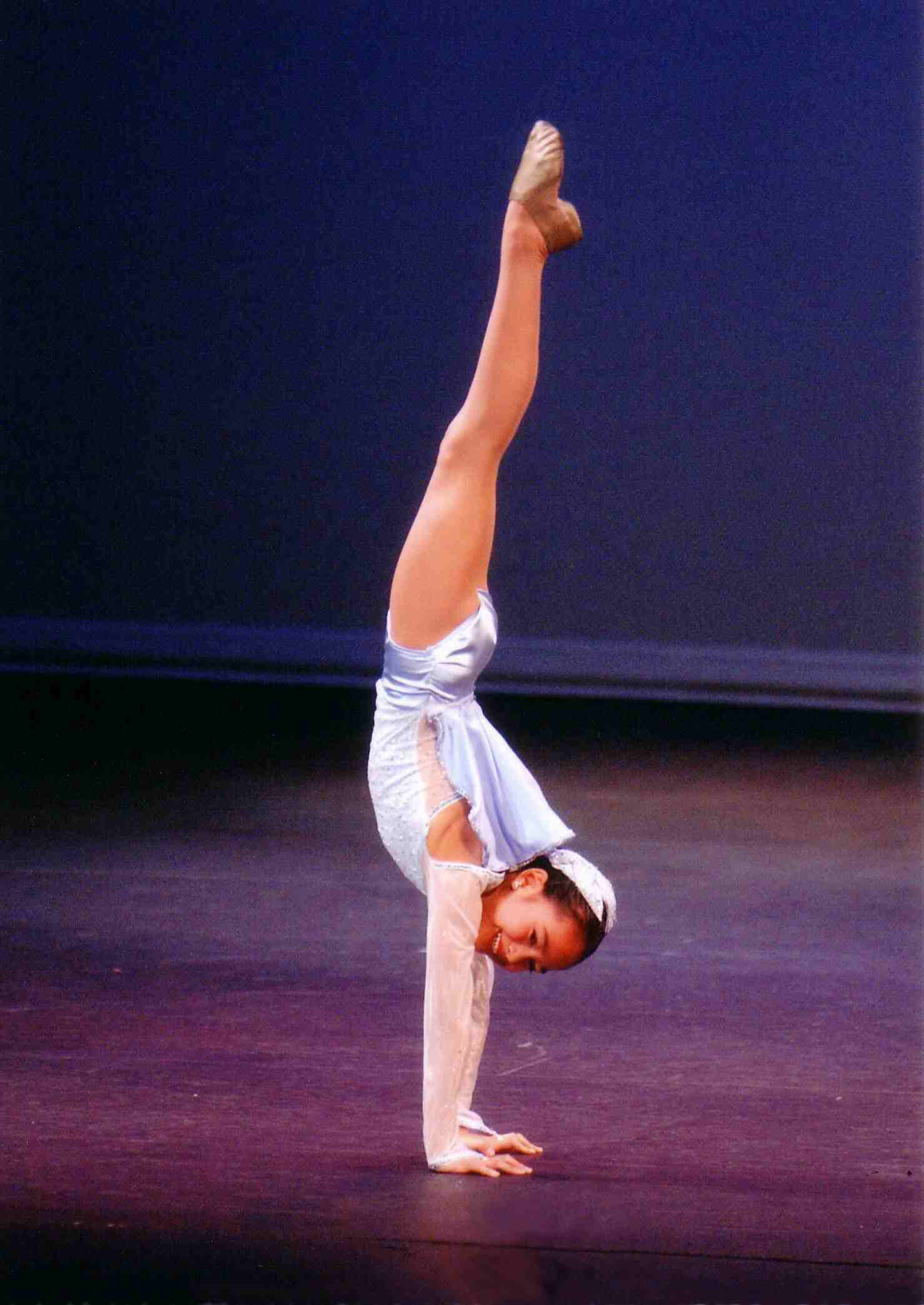
Um dançarino acro faz uma pausa em uma pino de precisão antes de caminhar pelo palco

A parada de mão, chamado no inglês de handstand, também chamado de postura da árvore ou plantando bananeira, é o ato de apoiar o corpo em uma posição vertical invertida estável equilibrando-se com as mãos no chão. Na forma básica, o corpo é mantido reto com os braços e pernas totalmente estendidos, com as mãos espaçadas aproximadamente na direção dos ombros e as pernas juntas. Existem muitas variações, onde todas exigem que o artista possua equilíbrio e força na parte superior do corpo. No entanto, a prática pode ser restrita à quem tem hipertensão ou doenças cardíacas.
A parada de mão é realizada em muitas atividades atléticas, como capoeira, acrodance, animação de torcida, circo, ioga, calistenia e ginástica. Algumas variações são realizadas em todos os aparelhos de ginástica, e muitas habilidades de queda passam por uma posição de parada de mão durante sua execução. Breakers (b-boy e b-girl) incorporaram a parada em congelamentos e chutes. O salto ornamental da plataforma existe a posição mergulho de parada de braço - são mergulhos que começam com uma parada de mão. Os nadadores realizam paradas subaquáticas como uma acrobacia, com o corpo invertido debaixo d'água e as pernas e pés estendidos acima da superfície, tendo competições com o vencedor sendo a pessoa que pode permanecer em uma parada subaquática por mais tempo.

## Etimologia
A parada de mão é conhecidos por vários outros nomes. Na ioga moderna como exercício, é chamado de Adho Mukha Vrksasana; Na capoeira é chamado de bananeira.

## Benefícios
A parada de mão traz diversos benefícios para a saúde, a saber: força da parte superior do corpo; estabilidade, amplia o equilíbrio e respiração, trazendo calma; melhora saúde dos ossos e circulação sanguínea, principalmente no cérebro; consciência corporal; condicionamento físico.

## Ioga
No yoga como exercício, a parada está na categoria de poses invertidas; é conhecido como Adho Mukha Vrksasana, ou postura da árvore voltada para baixo. No Hatha Yoga tradicional (século 18), o Vyayāmadipike, que o chama de "segundo gardam", e o Śrītattvanidhi usam em uma sequência que envolve tocar o nariz no chão; onde o Haṭhābhyāsapaddhati chama isso de syenasana, significando pose de falcão.

## Ginástica
Existem dois estilos básicos de parada de mão na ginástica moderna: costas retas e costas curvadas. O estilo reto é empregado quando a estética das linhas retas do corpo é desejada, por exemplo quando realizada em conjunto com um aparelho de ginástica. Em muitos casos, no entanto, o estilo de costas curvadas é o preferido, pois oferece controle superior das pernas e do tronco sobre o equilíbrio. Em todos os casos, o equilíbrio é mantido deslocando o peso do corpo para os dedos ou para o calcanhar da mão.
Todos os pinos básicos de ginástica têm estas características: Braços retos com as mãos apoiadas no chão aproximadamente na direção dos ombros. Pernas retas e unidas. Dedos pontiagudos para continuar as linhas das pernas. A variação, parada de três apoios, que consiste em uma parada de mão com o apoio da cabeça no chão, auxiliando o equilíbrio do corpo durante a realização do movimento.
Além disso, os pinos retos têm as seguintes características: Cabeça dobrada (face apontada para frente) como se estivesse em pé. Coluna reta, com os quadris empurrados para a frente. Se realizado deitado, isso faria com que a parte inferior das costas entrasse em contato com o solo.

## Breakdance
Parada de mão em congelamentos/frezees são comuns no breakdance, em que os dançarinos se esforçam para assumir formas corporais visualmente interessantes e com alto grau de equilíbrio, que não estão sujeitas a regras formais.

### Variações
As variações comuns da parada de mão incluem:
- Pernas retas mantidas em uma abertura lateral ou frontal (split).
- Stag split, em que as pernas são divididas na frente com os joelhos dobrados.
- Costas extremamente arqueadas, com joelhos dobrados e dedos dos pés tocando a parte de trás da cabeça.
- Hollowback dorso-oco, com hiperextensão das costas, de modo que as pernas ficam mais para trás do que a cabeça.
- Uma mão one-handed, em que apenas uma mão entra em contato com o solo.
- Pushups flexões de parada de mão, nas quais se levanta e abaixa o corpo em pé invertido nas mãos.
- Parada de mão dividida em straddle.

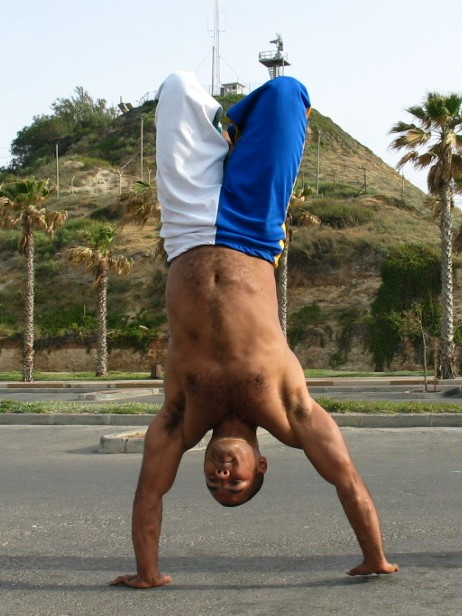
Com as pernas dobradas na capoeira
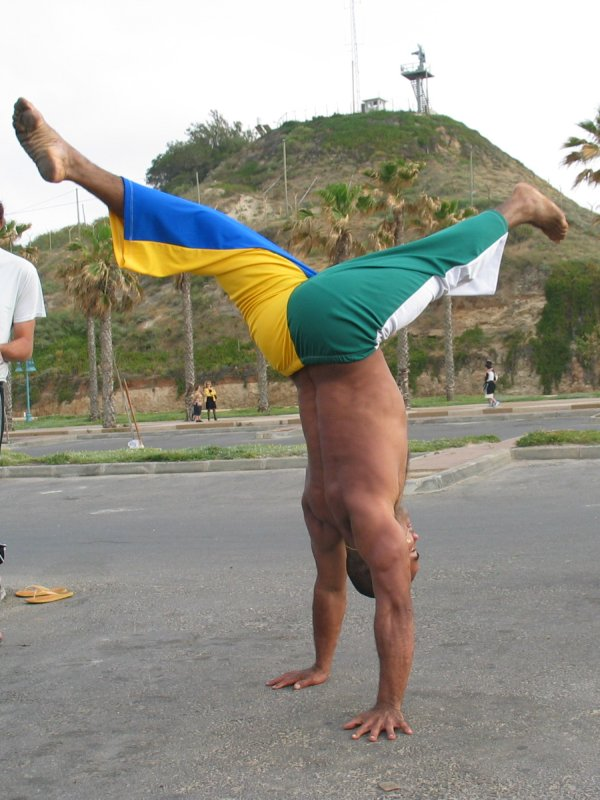
Com pernas divididas na frente
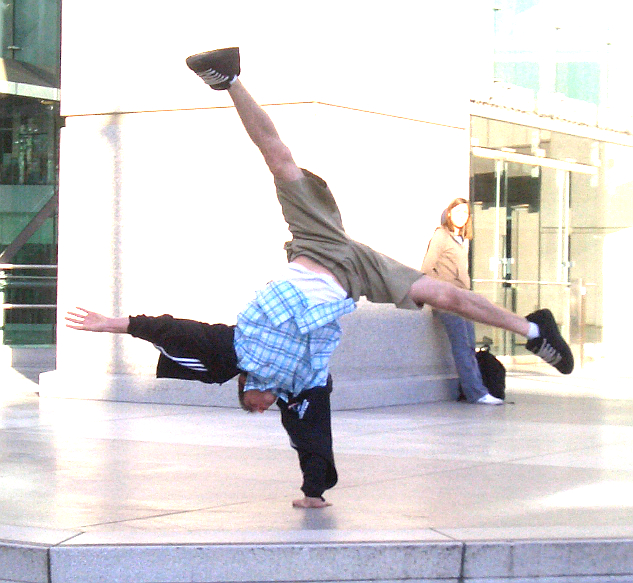
Um braço, com straddle split
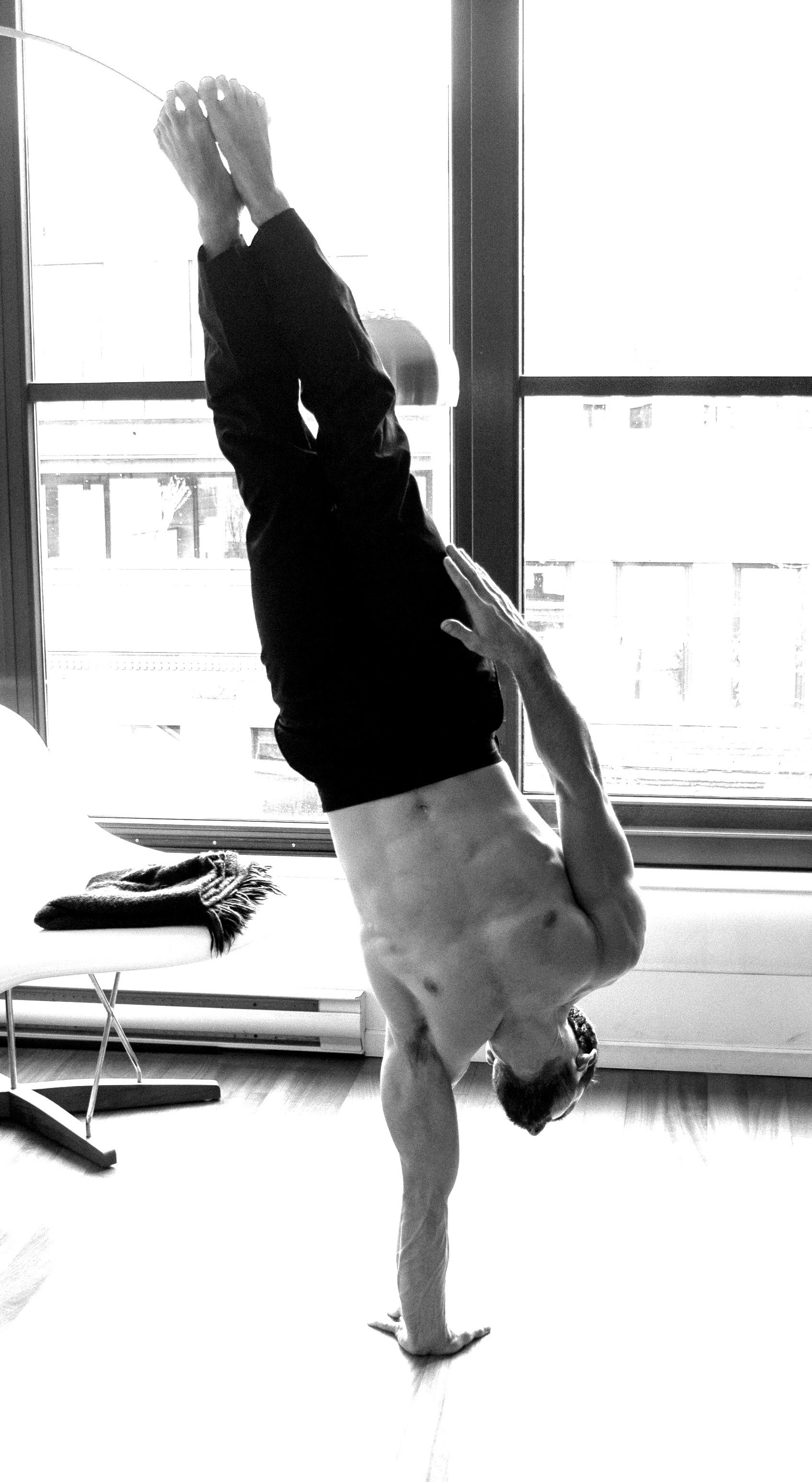
Um braço com as pernas juntas
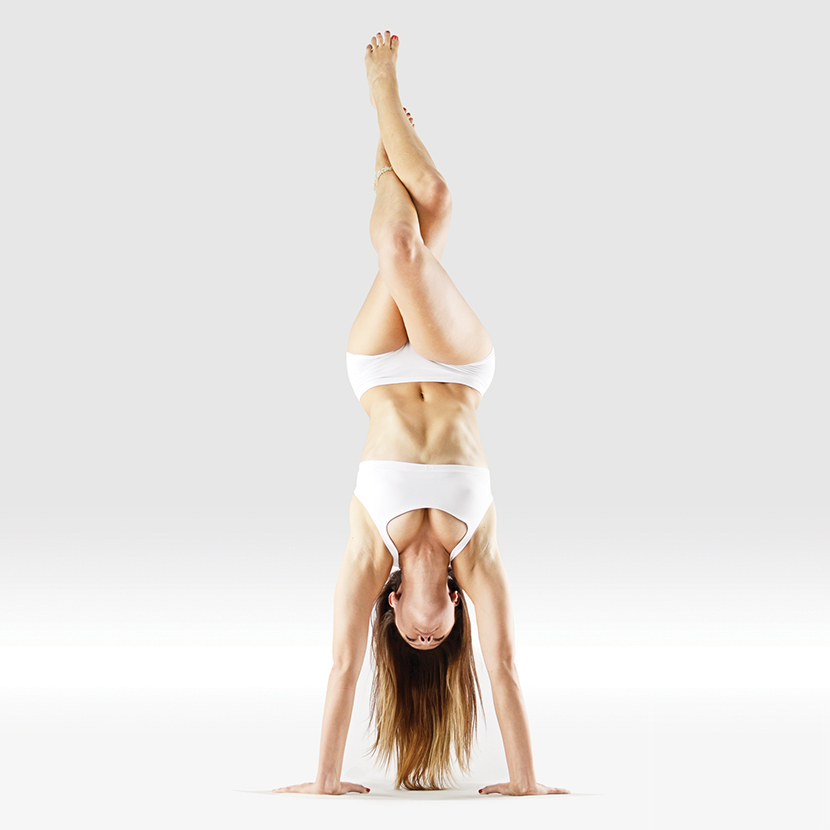
Pose de ioga: Adho Mukha Vrikshasana com pernas em Garudasana (pose de águia)